# Marie Schreiber
Marie Schreiber (Bettborn, 17 de abril de 2003) es una deportista luxemburguesa que compite en ciclismo en la modalidad de ruta. Ganó una medalla de bronce en el Campeonato Europeo de Ciclismo en Ruta de 2024, en la prueba de contrarreloj sub-23.

## Medallero internacional
| Campeonato Europeo | Campeonato Europeo | Campeonato Europeo | Campeonato Europeo  |
| Año                | Lugar              | Medalla            | Competición         |
| ------------------ | ------------------ | ------------------ | ------------------- |
| 2024               | Limburgo (Bélgica) | Medalla de bronce  | Contrarreloj sub-23 |